# Rollenprüfstand München-Freimann

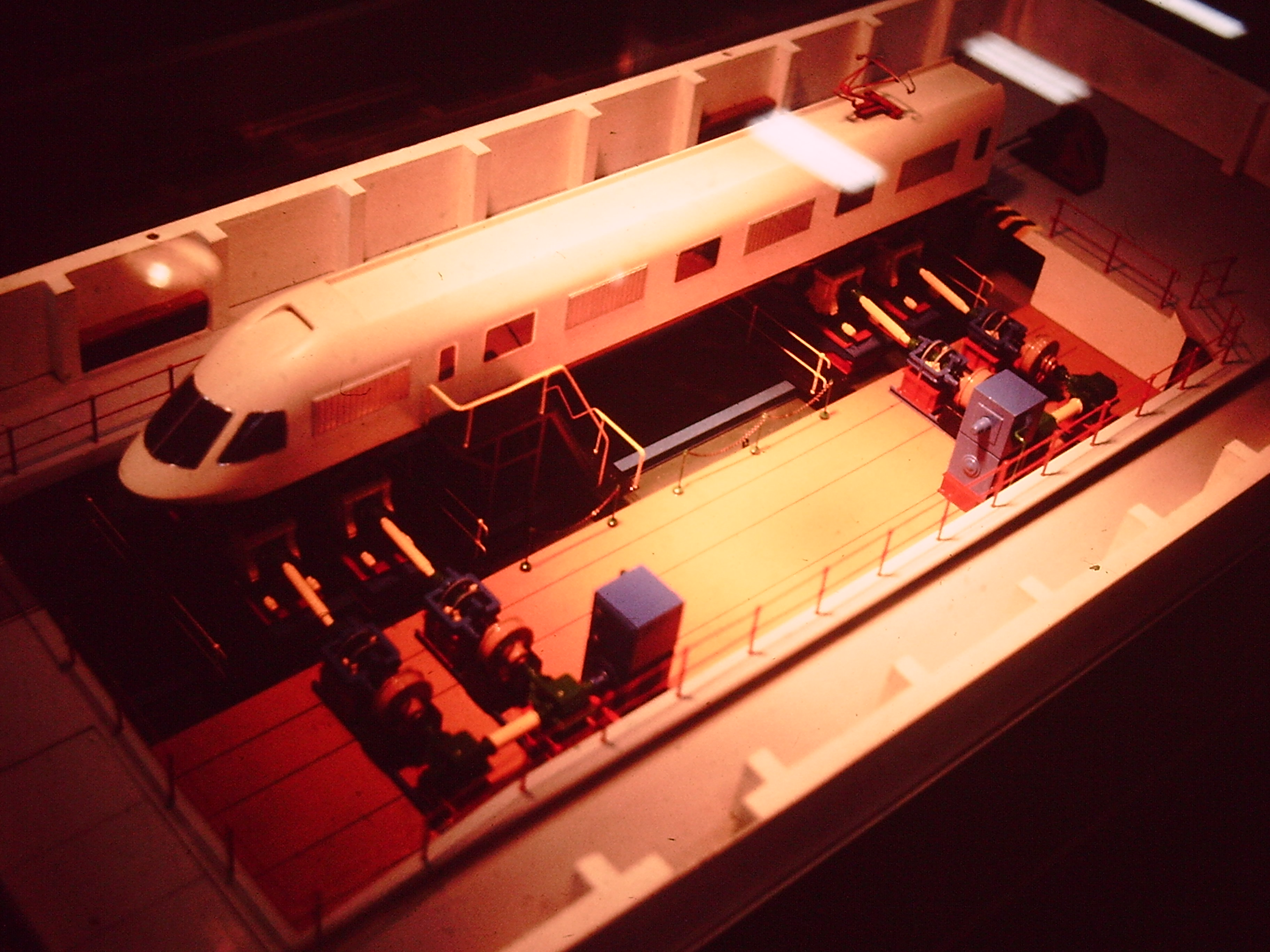
Modell des Rollprüfstands

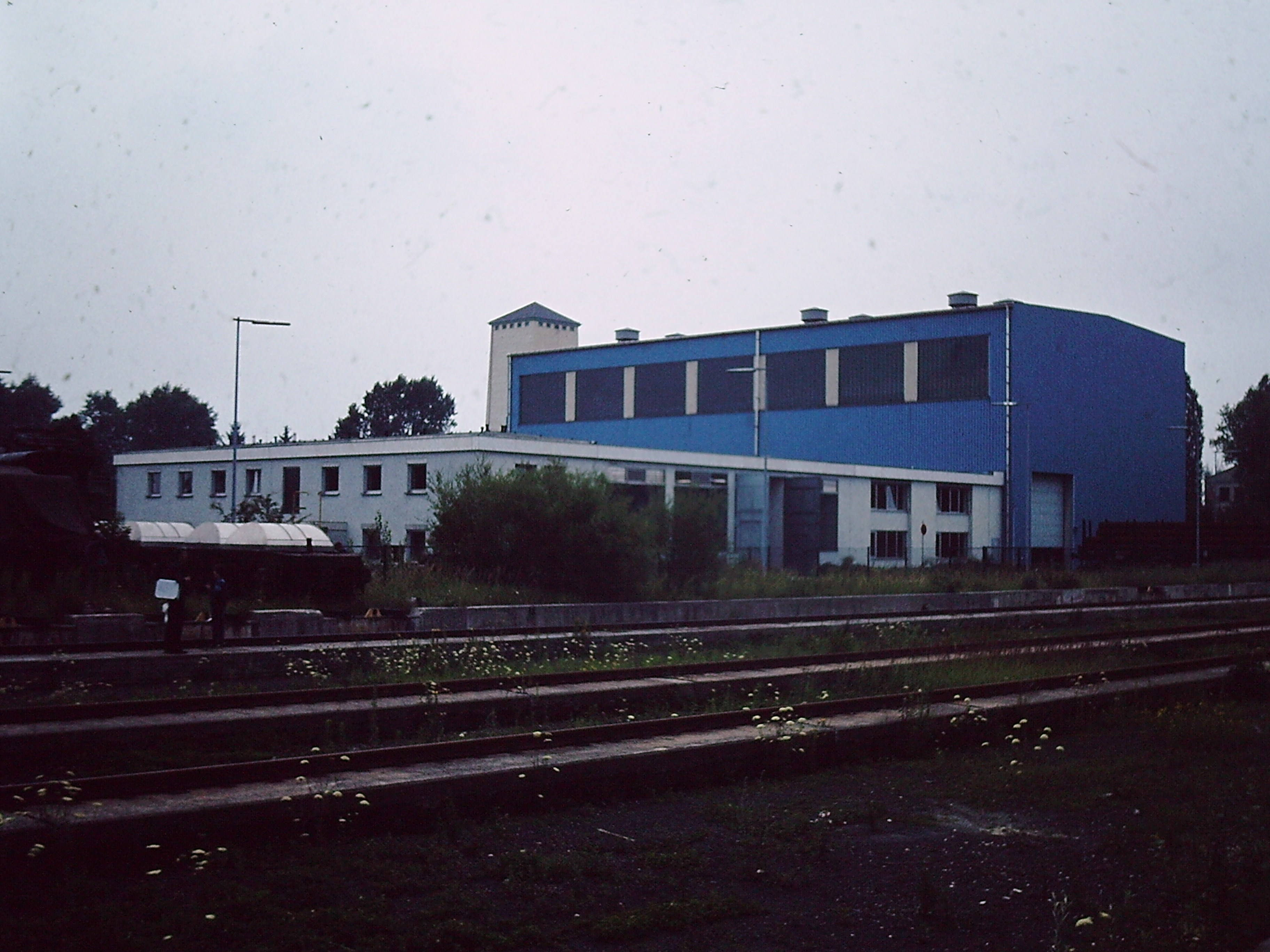
Ansicht vom Ausbesserungswerk

Der Rollenprüfstand München-Freimann (zeitgenössisch meist Rollprüfstand München-Freimann) war ein Rollenprüfstand zur Erforschung des Rad-Schiene-Systems (insbesondere Hochgeschwindigkeitsverkehr) in München-Freimann.
Auf dem Prüfstand konnten einzelne Komponenten (z. B. Radsätze, Bremsen und Dämpfer) ebenso geprüft werden wie Fahrzeuge. Dabei konnten auch verschiedene Laufzustände (z. B. Beschleunigen, Bremsen und Leerlauf) ebenso simuliert werden wie verschiedene Gleiszustände (z. B. unterschiedliche Reibwerte zwischen Rad und Schiene, Gleislagefehler u. a.).
Die rund 10.000 m² umfassende Anlage entstand auf einer ausgezäunten Teilfläche des Ausbesserungswerks München-Freimann.
Die Anlage wurde etwa 2003 außer Betrieb genommen. Auf dem Standort befindet sich heute die britisch-internationale St. George’s School.

## Geschichte
Er war eines von mehreren Projekten, die im Rahmen eines Antrags zur Erforschung des Rad-Schiene-Systems im September 1971 beim Bundesministerium für Forschung und Technologie von den Unternehmen Krupp Maschinenfabriken (Essen), Rheinstahl Henschel (Kassel), Maschinenbau Kiel (Kiel), Krauss-Maffei (München), der Deutschen Bundesbahn (vertreten durch das Bundesbahn-Zentralamt München) sowie dem Institut für Landverkehrswege der TU München gestellt wurde. Durch den Prüfstand sollten mathematische Simulationen des Fahrzeugverhaltens unter wirklichkeitsnahen Bedingungen geprüft werden.
1972 wurden Lastenhefte für einen Prüfstand erstellt, auf dem Einzelradsätze sowie mehrachsige Laufwerke geprüft werden sollten. Das Projekt wurde anschließend vom Bundesforschungsministerium genehmigt.
1974 lief in München die Fertigung des mechanischen Teils an, die Bauarbeiten begannen im Oktober 1975. Ebenfalls 1975 begann die Entwicklung der Software. Am 2. November 1977 wurde die erste Ausbaustufe (mit einer Prüfzelle für einen Radsatz) durch Bundesforschungsminister Hans Matthöfer in Betrieb gesetzt. Die Montage der zweiten Prüfzelle lief im selben Jahr an, die dritte und vierte waren zu diesem Zeitpunkt in der Fertigung.
Im Endausbauzustand sollten Fahrzeuge mit einer Länge von bis zu 30 m, 4,3 m Breite und 6,0 m Höhe geprüft werden können. Die Antriebsleistung des Prüfstandes sollte 2×1.200 kW erreichen. Eine Veränderung der Spurweite zwischen 1435 mm und 1676 mm war möglich. Die 1400 mm im Durchmesser messenden Prüfrollen, auf denen die Laufwerke gelagert wurden, konnten bis zu 1.900 Umdrehungen pro Minute erreichen, entsprechend einer Umfangsgeschwindigkeit von 500 km/h. Im Endausbau sollten sechs Prüfzellen mit je zwei Prüfrollen zur Verfügung stehen und entsprechend bis zu sechsachsige Fahrzeuge untersucht werden können.
Im April 1982 wurde das Versuchsfahrzeug 1 als erstes vierachsiges Fahrzeug auf dem Rollenprüfstand aufgesetzt und eine Geschwindigkeit von 500 km/h simuliert. Anfang 1983 folgte mit der 182 001 die erste Erprobung eines kompletten Triebfahrzeugs.
Die Anlage wurde 1994 grundlegend modernisiert.
Im Herbst 2003 kündigte die Deutsche Bahn an, den Rollenprüfstand aufgrund mangelnder Auslastung zum Jahresende schließen zu wollen. Vorherige Versuche der Deutschen Bahn, die Versuchsanlage im Rahmen einer Kooperation mit Industrieunternehmen zu erhalten, seien nach eigenen Angaben gescheitert.